# Kościelniki Średnie
Kościelniki Średnie is een plaats in het Poolse district  Lubański, woiwodschap Neder-Silezië. De plaats maakt deel uit van de gemeente Leśna en telt 222 inwoners.